# Comtat de Gila
El Comtat de Gila és un comtat localitzat en la part central de l'estat d'Arizona. Segons el Cens dels Estats Units del 2000 la seva població era de 51.335 habitants. La seu del comtat és Globe.
En aquest comtat s'hi troben porcions de les reserves índies de Fort Apatxe i San Carlos Apatxe.

## Història
El comtat va ser format a partir de porcions del Comtat de Maricopa i del Comtat de Pinal el 8 de febrer del 1881. La frontera va ser estesa cap a l'est cap al San Carlos River a demanda d'una petició pública el 1889. La seu del comtat original fou la comunitat minera de Globe City, ara coneguda simplement com a Globe.

## Geografia
Segons el cens del 2000, el comtat té una àrea total de 12.420,9 km², dels quals 12.348,3 km² (o un 99,42%) són terra i 72,6 km² (o un 0,58%) són aigua.

### Àrees naturals protegides
- Bosc Nacional de Coconino
- Bosc Nacional de Tonto
- Monument Nacional de Tonto

### Autovies principals
- U.S. Route 60
- U.S. Route 70
- Arizona State Route 77
- Arizona State Route 87
- Arizona State Route 188
- Arizona State Route 260

### Comtats adjacents
|  |  |  |
|  |  |  |
|  |  |  |

## Demografia

Piràmide d'edats del Comtat de Gila

Segons el cens del 2000, hi havia 51.335 persones, 20.140 llars i 14.098 famílies residint en el comtat. La densitat de població era d'unes 4 persones per quilòmetre quadrat. Hi havia 28.189 cases en una densitat d'unes 2 per km². La composició racial del comtat era d'un 77,82% blancs, un 0,38% negres o afroamericans, un 12,92% natius americans, un 0,43% asiàtic, un 0,05% illenc pacífics, un 6,59% d'altres races, i un 1,80% de dos o més races. Un 16,65% de la població eren hispànics o llatinoamericans de qualsevol raça. Un 9,84% parlava el castellà a casa, mentre que un 6,29% parlava l'apatxe occidental a casa.
Hi havia 20.140 llard de les quals un 26,30% tenien menors d'edat visquent-hi, un 55,10% eren parelles casades visquent juntes, un 10,80% tenien una dona a casa sense cap marit present, i un 30,00% no eren famílies. Un 25,80% de totes les llars estaven compostes únicament per individuals i un 12,30% hi tenien algú visquent-hi d'edat 65 o més. La mida mitjana d'una llar era de 2,50 persones i la d'una família era de 2,99 persones.
Pel comtat la població s'estenia en un 25,10% sota l'edat de 18, un 6,40% d'edat 18 a 24, un 22,30% d'edat 25 a 44, un 26,40% d'edat 45 a 64, i un 19,80% majors de 65 anys. L'edat mediana era de 42 anys. Per cada 100 dones hi havia 96,80 homes. Per cada 100 dones d'edat 18 i més, hi havia 94,20 homes.
Els ingressos de mediana per a una llar en el comtat eren de 30.917 $, i l'ingrés de mediana per a una família era de 36.593 $. Els homes tenien un ingrés de mediana de 31.579 $ mentre que les dones en tenien de 22.325 $. La renda per capita pel comtat era de 16.315 $. Un 12,60% de les famílies i un 17,40% de la població estava per sota del llindar de la pobresa, incloent-hi dels quals un 25,90% menors de 18 anys i un 7,90% d'edats 65 o més.

## Comunitats

Mapa de les comunitats incorporades i àrees no incorporades al Comtat de Gila. També s'hi incloen fronteres de reserves índies al comtat.

### Ciutat
- Globe

### Pobles
- Hayden
- Miami
- Payson
- Star Valley
- Winkelman

### Concentracions de població designades pel cens
- Canyon Day
- Central Heights-Midland City
- Claypool
- Gisela
- Peridot
- Pine
- San Carlos
- Strawberry
- Tonto Basin
- Top-of-the-World
- Young

### Altres comunitats
- Kohls Ranch
- Punkin Center